# 心相續
心相续是佛教重要概念，又解釋為念念相續、心心相續、識相續，字面上指心念的相續，即是眾生的心識在有為法上前因後果不斷次第生滅，如同多米諾骨牌一個接一個地進行下去，不停變化延展。

## 概述
凡夫心識的相續是有為、有我的，充遍了執著和不善法，並且如同瀑流，水與水之間不能明確分別，而是一刻不曾斷絕、停息的，剎那間便思緒萬千，從而導致了十二因緣次第相生，生死相續、輪迴流轉。身心相續常被同時提起，義爲身相續和心相續的集合，更多是在描述輪迴流轉的狀態。
佛教的很多修行法門都是從心相續入手。比如禪宗就是截斷心識瀑流，心不作意；對大多數人而言，改變相續的念頭則是更普適的修行方法，截斷造惡心，憶持菩提心，將相續心轉為善念，就能將心相續變為增上緣，隨念法門、念佛法門都屬於其中。要轉變相續心，就要在心生起剎那觀察它的無常性狀，和善惡記分，當觀察到無常，是“苦性心相續”；當悟入苦諦，了達空性，則是“空性心相續”。
唯識宗認為佛陀的心識仍有心相續，但不再是凡夫的執取心，而是佛陀的功德善法，天台宗“佛不斷善惡論”與此同歸。而密宗認為心相續在最後成佛轉變為清淨無染的菩提智慧，不再是凡夫的生滅法。

## 引用和注釋
1. 1 2  生西法師，答“什么是‘相续’？” （页面存档备份，存于）
2. 1 2 3  《佛學大辭典》【十心】中有“（一）順流十心：……六、惡心相續。謂諸眾生唯起惡心，增長惡事，晝夜相續，無有間斷，以是流轉於生死也。……
（二）逆流十心：……五、斷相續心。謂修行之人所作惡行，既懺悔已，即更決定不作惡事，以是翻破惡念相續之心也。……”
3. ↑  《菩提心怎样才能于心相续中生起？》 （页面存档备份，存于），索达吉堪布
4. ↑  《佛學大辭典》【念念相續】：（術語）行者所起之心念繫住一處而不散，後念繼前念，中間不雜餘念，即一向專念也。又世所謂口稱不絕也。楞伽經曰：「譬如心意於無量百千由旬之外憶先所見種種諸物，念念相續，疾詣於彼。」觀念法門曰：「念念相續，畢命為期者。十即十生，百即百生。」
5. ↑  《佛學大辭典》【相續心】：（術語）安樂集所立三心之一。不間雜餘念，但憶念彌陀一佛，心無間斷而相續也。
6. ↑  《瑜伽師地論》第34卷 （页面存档备份，存于）：“如是勤修瑜伽行者。觀心相續。展轉別異。新新而生或增或減。暫時而有率爾現前。前後變易是無常性。觀心相續入取蘊攝。是為苦性觀心相續。離第二法是為空性觀心相續。從眾緣生不得自在是無我性。如是名為悟入苦諦。次復觀察此心相續。以愛為因以愛為集。以愛為起以愛為緣。如是名為悟入集諦。次復觀察此心相續。所有擇滅是永滅性。是永靜性是永妙性是永離性。如是名為悟入滅諦。次復觀察此心相續。究竟對治趣滅之道。是真道性是真如性。是真行性是真出性。如是名為悟入道諦。”